# カンパラ
カンパラ（ガンダ語:Kampala）は、東アフリカに位置する国家ウガンダの首都に定められている。人口は約168万人（2020年）。ウガンダ最大の都市で、ヴィクトリア湖の北岸、標高1190mにある。なお、ヴィクトリア湖の湖面自体が標高1134mと高い。ほぼ赤道直下（北緯0度19分）に位置する。経度は東経32度35分。

## 歴史
19世紀、カンパラは象牙交易を進めるアラブ＝スワヒリ商人の隊商ルートの深部に位置していた。象牙運搬人の内の奴隷たちは現在のケニアのモンバサからタンザニア沖に浮かぶザンジバル島へ積み出されていった。カンパラは1896年にイギリスの保護領とされたブガンダ王国の中央部に位置し、首都であった。その後、イギリスの探検家で後に植民地行政官となったフレデリック・ルガードによって1890年に築かれた砦の周囲に広がった。この砦はケニアを活動の中心とした帝国イギリス東アフリカ会社 (Imperial British East Africa Company, IBEA) の権益を護るためのものである。1893年、同社は権益をイギリス政府に委譲した。
1962年にイギリス連邦内の自治領としてウガンダが独立すると、それまでのイギリス政庁があったエンテベに代わって首都となった。このとき大統領となったのはブガンダ王のムテサ2世だった。市街地のほとんどは1979年のイディ・アミン政権の転覆とその後の内戦で破壊された。復興のために都市インフラはかなり回復したものの、急激な人口増加とそれに伴う慢性的な交通渋滞、経済の建て直しなどが課題である。
カンパラ市内には東アフリカ開発銀行がある。東アフリカ開発銀行は、1967年にウガンダとケニア、タンザニアの3カ国が連邦国家を設立する目的で発足させた東アフリカ共同体 (EAC) の下部組織である。なお、やはり東アフリカ共同体の下部組織である東アフリカ鉄道もカンパラ、ナイロビ間をはじめ、3カ国の国内に多数の路線を運営している。

## 地理
市内にはいくつも丘があり、遺跡や歴史的建造物が多数見られる。丘には名前が付いており、その1つナカセロは行政区で、シェラトンやヒルトンといった高級ホテルが集まっている。

### 気候
赤道直下であるため、ケッペンの気候区分では夏に少雨となるサバナ気候となるが、標高が高いため、高温とはならない。1月の最高気温は平均28℃、7月が25℃である。年間降水量は1178mm。1月と7月が乾季で、3月から5月と11月が多雨となる。このため緑豊かな丘陵に沿って家屋が点在するという都市となった。中心街には20階建て以上の高層ビルが林立する。
| カンパラの気候                                                                   | カンパラの気候 | カンパラの気候 | カンパラの気候 | カンパラの気候 | カンパラの気候 | カンパラの気候 | カンパラの気候 | カンパラの気候 | カンパラの気候 | カンパラの気候 | カンパラの気候 | カンパラの気候 | カンパラの気候   |
| 月                                                                               | 1月            | 2月            | 3月            | 4月            | 5月            | 6月            | 7月            | 8月            | 9月            | 10月           | 11月           | 12月           | 年               |
| -------------------------------------------------------------------------------- | -------------- | -------------- | -------------- | -------------- | -------------- | -------------- | -------------- | -------------- | -------------- | -------------- | -------------- | -------------- | ---------------- |
| 最高気温記録 °C （°F）                                                           | 33 (91)        | 36 (97)        | 33 (91)        | 33 (91)        | 29 (84)        | 29 (84)        | 29 (84)        | 29 (84)        | 31 (88)        | 32 (90)        | 32 (90)        | 32 (90)        | 36 (97)          |
| 平均最高気温 °C （°F）                                                           | 28.6 (83.5)    | 29.3 (84.7)    | 28.7 (83.7)    | 27.7 (81.9)    | 27.3 (81.1)    | 27.1 (80.8)    | 26.9 (80.4)    | 27.2 (81)      | 27.9 (82.2)    | 27.7 (81.9)    | 27.4 (81.3)    | 27.9 (82.2)    | 27.8 (82)        |
| 日平均気温 °C （°F）                                                             | 23.2 (73.8)    | 23.7 (74.7)    | 23.4 (74.1)    | 22.9 (73.2)    | 22.6 (72.7)    | 22.4 (72.3)    | 22.0 (71.6)    | 22.2 (72)      | 22.6 (72.7)    | 22.6 (72.7)    | 22.5 (72.5)    | 22.7 (72.9)    | 22.73 (72.93)    |
| 平均最低気温 °C （°F）                                                           | 17.7 (63.9)    | 18.0 (64.4)    | 18.1 (64.6)    | 18.0 (64.4)    | 17.9 (64.2)    | 17.6 (63.7)    | 17.1 (62.8)    | 17.1 (62.8)    | 17.2 (63)      | 17.4 (63.3)    | 17.5 (63.5)    | 17.5 (63.5)    | 17.6 (63.7)      |
| 最低気温記録 °C （°F）                                                           | 12 (54)        | 14 (57)        | 13 (55)        | 14 (57)        | 15 (59)        | 12 (54)        | 12 (54)        | 12 (54)        | 13 (55)        | 13 (55)        | 14 (57)        | 12 (54)        | 12 (54)          |
| 雨量 mm （inch）                                                                 | 68.4 (2.693)   | 63.0 (2.48)    | 131.5 (5.177)  | 169.3 (6.665)  | 117.5 (4.626)  | 69.2 (2.724)   | 63.1 (2.484)   | 95.7 (3.768)   | 108.4 (4.268)  | 138.0 (5.433)  | 148.7 (5.854)  | 91.5 (3.602)   | 1,264.3 (49.774) |
| 平均降雨日数 （≥1.0 mm）                                                         | 4.8            | 5.1            | 9.5            | 12.2           | 10.9           | 6.3            | 4.7            | 6.7            | 8.6            | 9.1            | 8.4            | 7.4            | 93.7             |
| % 湿度                                                                           | 66             | 68.5           | 73             | 78.5           | 80.5           | 78.5           | 77.5           | 77.5           | 75.5           | 73.5           | 73             | 71.5           | 74.5             |
| 平均月間日照時間                                                                 | 155            | 170            | 155            | 120            | 124            | 180            | 186            | 155            | 150            | 155            | 150            | 124            | 1,824            |
| 出典1：World Meteorological Organization, Climate-Data.org for mean temperatures |                |                |                |                |                |                |                |                |                |                |                |                |                  |
| 出典2：BBC Weather                                                               |                |                |                |                |                |                |                |                |                |                |                |                |                  |

## 対外関係

### 姉妹都市･提携都市
- 天津市（中華人民共和国）
- トーランス市（アメリカ合衆国カリフォルニア州）
- キガリ（ルワンダ共和国）
- 広島市（日本国広島県）

## 経済
ウガンダの首都として政治の中心であるだけでなく、商業、製造業、輸送業の中核として機能している。カンパラの聖バリクデンベ市場は、東アフリカでも随一の露天市場であり、市のある日には10万人以上の人出がある。主な製造業は家具・機械部品。世界第9位の生産量を誇るコーヒーのほか、綿、茶、砂糖を海外に輸出する拠点である。

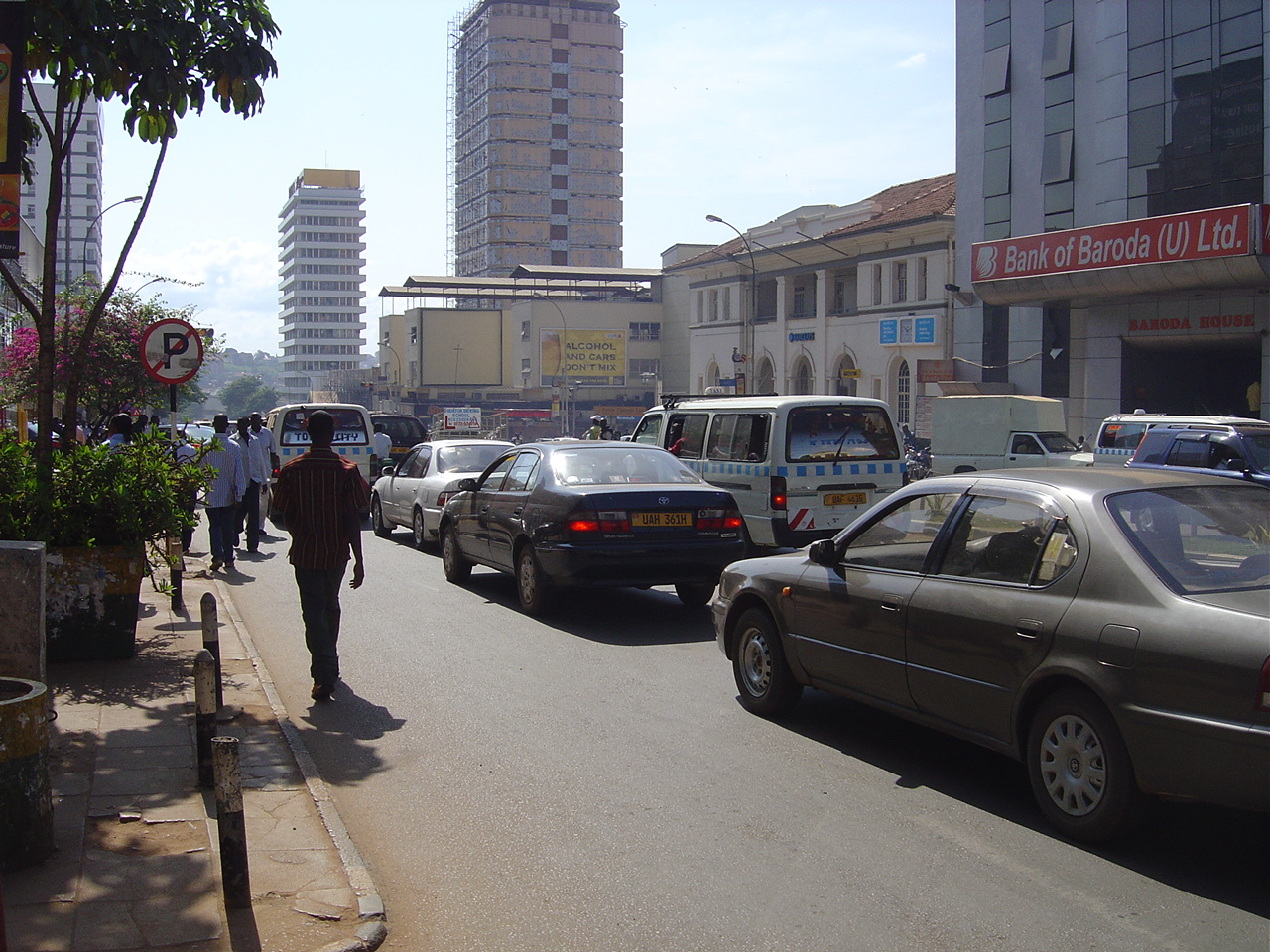
カンパラの街並み

## 交通

### 空港
南西に35km離れたエンテベにはエンテベ国際空港がある。

### 港湾
10km離れたビクトリア湖の湖岸にはポート・ベル港がある。

### 鉄道
鉄道も運営されている。2009年現在、貨物輸送のみ。カンパラ駅は閉鎖中である。

## 教育
カンパラには、公立の総合大学であるマケレレ大学やキャンボゴ大学が存在する。1999年に私立のカンパラ大学が開学した。

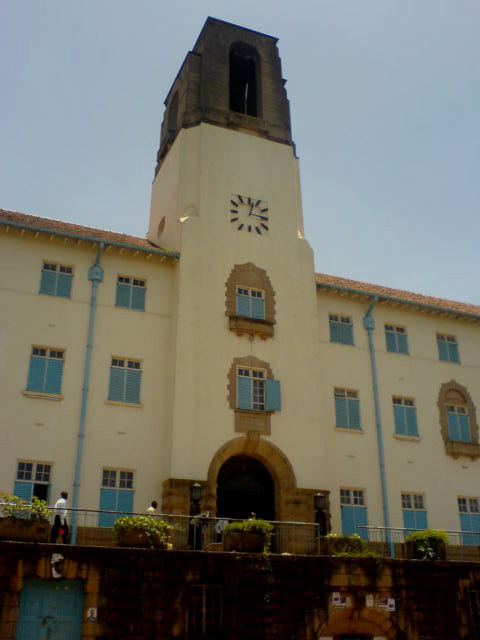
東アフリカで最も伝統あるマケレレ大学

## 衛生
2019年現在、下水道の普及率は低く人口の10%もカバーできていない。多くのトイレは、汲取式トイレとなっているため、郊外などの地域では雨季には汚物が溢れコレラなどの伝染病のリスクが生じる。